# Steinbach am Wald
Steinbach am Wald is een plaats in de Duitse deelstaat Beieren, en maakt deel uit van het Landkreis Kronach.
Steinbach am Wald telt 3.024 inwoners.
Kronach ·
Küps ·
Ludwigsstadt ·
Marktrodach ·
Mitwitz ·
Nordhalben ·
Pressig ·
Reichenbach ·
Schneckenlohe ·
Steinbach a.Wald ·
Steinwiesen ·
Stockheim ·
Tettau ·
Teuschnitz ·
Tschirn ·
Wallenfels ·
Weißenbrunn ·
Wilhelmsthal